# KNDS France
« GIAT » redirige ici. Ne pas confondre avec la commune de Giat.
KNDS France, anciennement Nexter, est une filiale du groupe européen KNDS, spécialisé dans l'industrie de l'armement. Son siège social est situé à Versailles, sur le plateau de Satory, dans les Yvelines. 
Nexter est issu en 2006 de la filialisation de GIAT Industries, lui-même héritier des arsenaux terrestres de l'État. Le groupe fabrique du matériel militaire pour le combat terrestre, aéroterrestre, aéronaval et naval. À sa création, Nexter intègre les filiales Arrowtech, Electronics, Mechanics et Robotics ainsi que les filiales Optsys et NBC Sys.
Depuis fin 2015, à la suite du succès du « projet KANT », Nexter fait partie du groupe franco-allemand KNDS, dont la moitié du capital est détenue par l'État français.

## Histoire

### Origines
L'histoire ancienne de l'entreprise est liée à celle de l'armement en France. Elle remonte à la création, au XVIIe siècle, des manufactures d'armes de Charleville (1675) devenues manufactures royales sous Louis XIV en 1688, puis de Maubeuge (1701), Saint-Étienne (1765),Tulle (1777), l'arsenal révolutionnaire de Toulouse (1792), la manufacture d'armes de Rennes (1793), Châtellerault (1819), Bourges (1860), l'atelier de construction de Puteaux (1866), Tarbes (1870) et plus tard de Roanne (1917), Salbris (1933) et Issy-les-Moulineaux (1936).

### Regroupements des arsenaux militaires
En 1935, les arsenaux sont regroupés, sous l'autorité du ministre de la Guerre, au sein de la direction des études et fabrications d'armement (DEFA).
En 1965, la DEFA devient la Direction technique des armements terrestres (DTAT), incluse dans la délégation ministérielle pour l'Armement (DMA).

### GIAT

Logo du groupe privé GIAT industries des 1990.

En 1971, le GIAT, « Groupement industriel des armements terrestres », est fondé par la fusion des diverses industries d'armement du ministère de la Défense.
Le 1er juillet 1990, le GIAT devient GIAT Industries SA, passant ainsi du statut de société étatique à régie directe à celui de société nationale anonyme. La même année, le groupe fait l'acquisition en France de Manurhin Défense, spécialisée dans les munitions de moyen calibre, et Luchaire Défense, spécialisée dans les munitions d'artillerie, les grenades à fusil et les têtes anti-chars. L'année suivante de FN Herstal en Belgique (reprise en octobre 1997 par la Région wallonne) puis en 1992 de Mécanique Creusot-Loire, spécialisée  dans les blindés légers, et Cime Bocuze, spécialisée dans les munitions et flèches d'obus antichar.
La société se rapproche de BAE Systems au début des années 1990 pour développer une arme capable de tirer un nouveau type de projectile, la munition télescopée. Une société commune est créée dans ce but le 18 octobre 1994, « Cased Telescoped Armament International ».
La fin de la guerre froide marque pour l'industrie de l'armement un coup de frein majeur,, et l'entreprise connaît jusqu'au début des années 2000 une série de restructurations afin d'adapter sa charge industrielle, ramenant à travers la fermeture de plusieurs sites (dont ceux du Mans, Salbris et Rennes) ses effectifs à 6 200 salariés en 2002 contre 18 000 au début des années 1980.

### Nexter

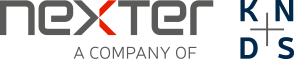
Logo du groupe Nexter

En 2003, le projet de filialisation du groupe d'armement terrestre est lancé, destiné à améliorer la performance de l'entreprise et à la préparer à la consolidation à venir du secteur en Europe.
En 2005, le groupe GIAT Industries enregistre son premier bénéfice. L'année suivante, le conseil d'administration change le nom de l'entreprise en Nexter.
Jusqu'en 2006, la moitié du chiffre d'affaires de l'entreprise relève des ventes du char Leclerc, considéré alors comme son produit-phare et vendu notamment à 406 exemplaires à l'armée française.
Nexter se tourne ensuite vers la production d'engins plus versatiles, tout en continuant d'assurer la maintenance du parc français de chars Leclerc. L'entreprise se positionne alors comme un systémier de défense terrestre, en rebâtissant son modèle économique à travers trois produits : le véhicule blindé de combat d'infanterie (VBCI), le système d'artillerie Caesar ainsi que l'Aravis, un véhicule 4 × 4 renforcé contre les engins explosifs improvisés.
Fin 2013, GIAT Industries rachète 100 % des titres du Groupe SNPE et met la main sur l'entreprise Eurenco pour consolider le secteur des explosifs militaires.
En mai 2014, le groupe finalise l'acquisition de deux sociétés munitionnaires, ce qui lui permet de compléter l'offre de sa filiale Nexter Munitions :
- Mecar, située à Nivelles en Belgique, spécialisée dans les munitions de char;
- Simmel Difesa, située à Colleferro en Italie, spécialisée dans les munitions navales.

#### Rapprochement avec KMW
En juillet 2014, un processus de fusion est engagé entre l'armurier allemand Krauss-Maffei Wegmann (KMW) et Nexter,, après plusieurs années de rumeurs sur le sujet. Le projet de rapprochement, d'abord dénommé « KANT », en discussion depuis février 2006 avant son officialisation l'été 2014, est né de la nécessité de mieux harmoniser les blindés des différents pays de l'Union européenne, dont les caractéristiques différentes compliquent les interventions communes,. Le 29 juillet 2015, le processus de fusion entre Nexter et Krauss-Maffei Wegmann (KMW) est officiellement signé à Paris, pour créer un nouvel ensemble de 6 000 employés et 1,7 milliard d'euros, contrôlé à 50 % par l'État français et à 50 % par la famille Bode-Wegmann,.
Le 15 décembre 2015 la fusion entre Nexter et KMW est finalisée, la nouvelle société commune, baptisée Honosthor, est située aux Pays-Bas. À l'occasion du salon Eurosatory 2016, le nom final du nouveau groupe commun est dévoilé, KNDS pour Krauss-Maffei Nexter Defense Systems, symbolisant ainsi le rapprochement des deux fabricants de blindés.

#### Déploiement international
À la suite du rapprochement avec KMW, Nexter enregistre en 2016 une prise de commandes s'élevant à 1,63 milliard d'euros, dont 58 % à l'exportation.
En 2017, Nexter réalise près de 950 millions d'euros de commandes à l'exportation, commercialisant notamment 18 systèmes d'artillerie Caesar à l'Indonésie et 15 exemplaires au Danemark.
En 2020, la République tchèque choisit le groupe français d'armement pour la fourniture de 52 canons Caesar pour une valeur de 224 millions d'euros, après avoir fait l'acquisition en 2019 de 62 véhicules blindés Titus.

#### Programme Scorpion
Dans le cadre du programme Scorpion de modernisation de l’armement terrestre, Nexter doit livrer en 2022 les premiers véhicules blindés Serval, véhicules 4 × 4 affichant une masse de 15 tonnes. La commande finale porte jusqu'à 1 000 véhicules à horizon 2030, dont 500 livrés d'ici 2025.
Le site de Roanne de Nexter qui sortait environ 150 véhicules blindés en 2018 doit atteindre un objectif de production de 450 véhicules blindés par an dès 2025.

### KNDS France
En conséquence de la fusion de Nexter Systems dans KNDS, la marque KNDS remplace la marque Nexter en juin 2023. En avril 2024, la filiale Nexter Systems est officiellement renommée KNDS France, en même temps que Krauss-Maffei Wegmann devient KNDS Deutschland.

## Organisation

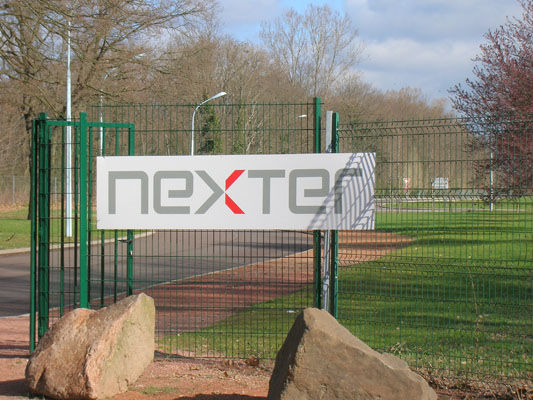
Nexter Systems - L'entrée du site de Roanne.

En 2021, le groupe Nexter emploie 4 000 salariés sur 12 implantations à travers l'Europe. Les effectifs sont répartis entre : 
- Nexter Systems ;
- Nexter Munitions ;
- Nexter Mechanics ;
- Nexter Electronics.

Le groupe est présent sur les sites français de Roanne, Versailles/Satory, Tulle, Bourges, La Chapelle-Saint-Ursin, Saint-Chamond, Saint-Étienne, Rennes, Tarbes et Toulouse.
À l'international, le groupe est également implanté en Belgique (Petit-Rœulx-lez-Nivelles) et en Italie (Colleferro et Anagni).

## Présidents-directeurs généraux
Présidents-directeurs généraux de GIAT :
- : 1977 - 1988

- Pierre Chiquet : 1989 - 1995

- Jacques Loppion : 1995 - octobre 2001
- Luc Vigneron : octobre 2001 - 2006 (puis Nexter)

| Identité             | Période        | Période       |
| Identité             | Début          | Fin           |
| -------------------- | -------------- | ------------- |
| Luc Vigneron         | 2006           | 2009          |
| Philippe Burtin      | juillet 2009   | décembre 2015 |
| Stéphane Mayer (d)   | décembre 2015  | janvier 2021  |
| Nicolas Chamussy (d) | 1er avril 2021 |               |

## Produits
Le groupe Nexter fabrique ou a fabriqué diverses armes et équipements pour les armées françaises et étrangères. L'étendue des productions successives de GIAT Industries puis Nexter va de l'armement individuel aux chars d'assaut, en passant par les véhicules de transport de troupes, l'artillerie, les engins du génie et les équipements électroniques et optroniques. Le groupe est organisé en trois pôles : le pôle systèmes, le pôle équipements et le pôle munitions.

### Pôle systèmes

#### Nexter Systems

##### Véhicules de transport de troupes

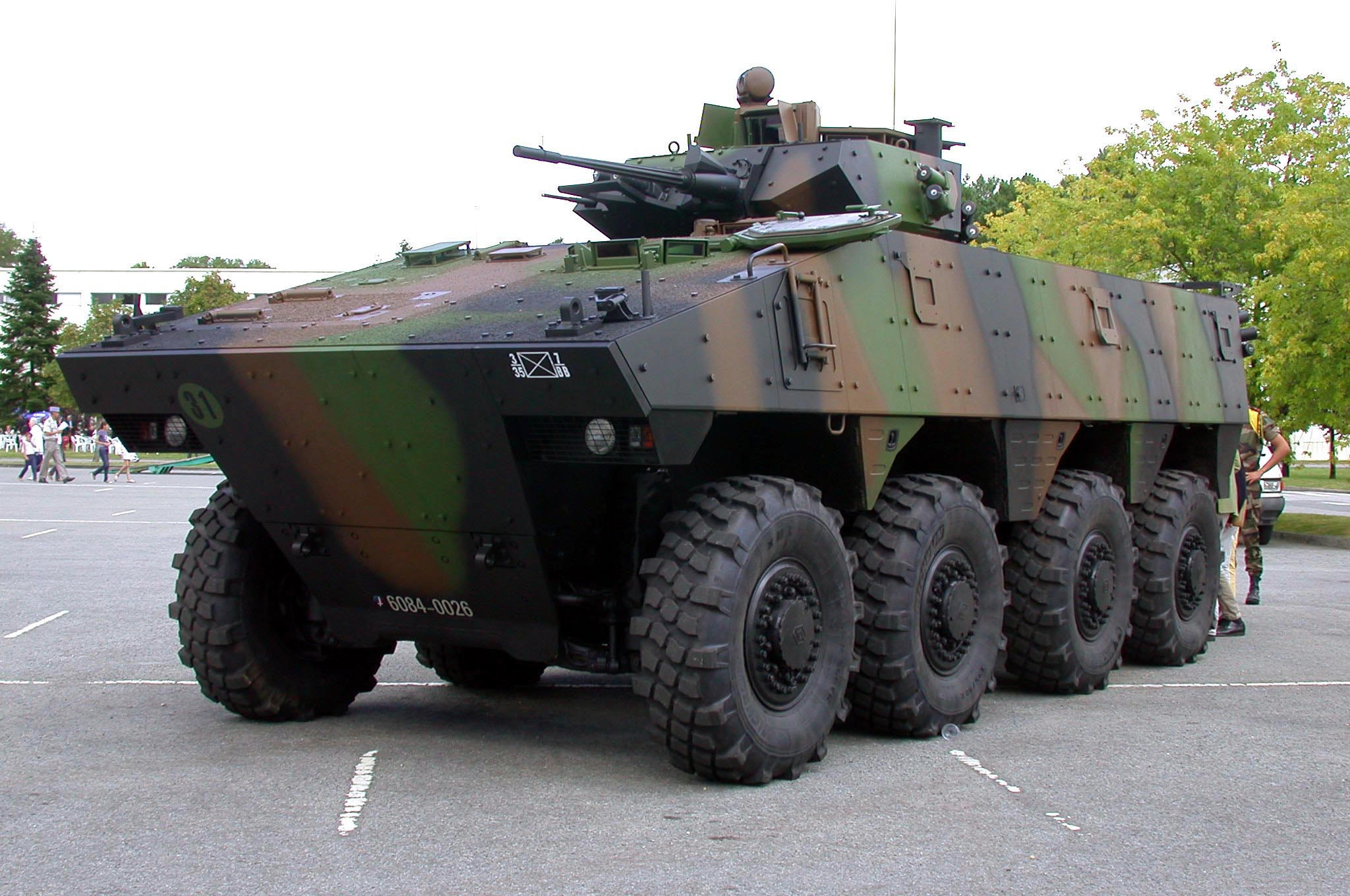
Un exemplaire du VBCI.

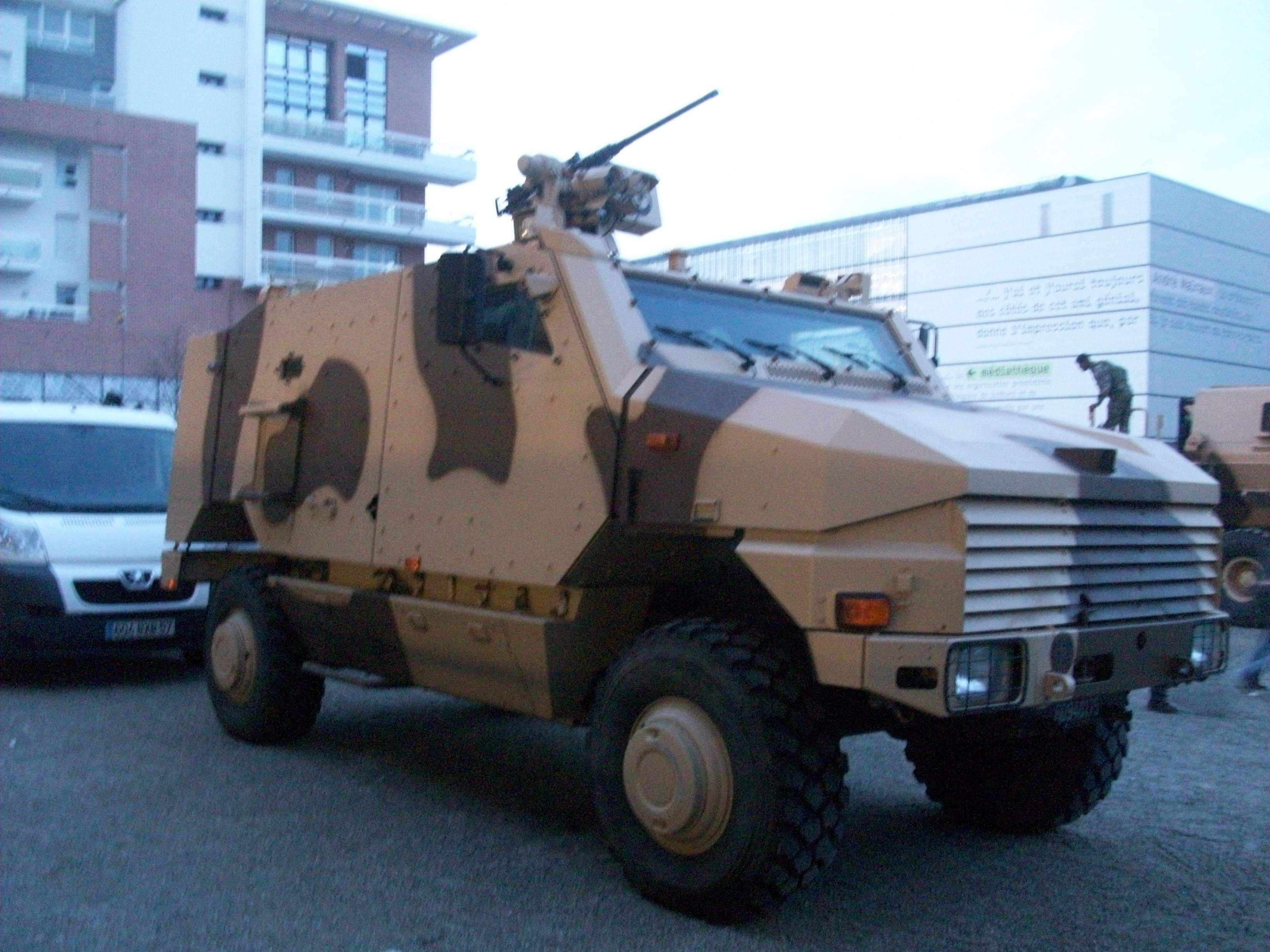
L'Aravis.

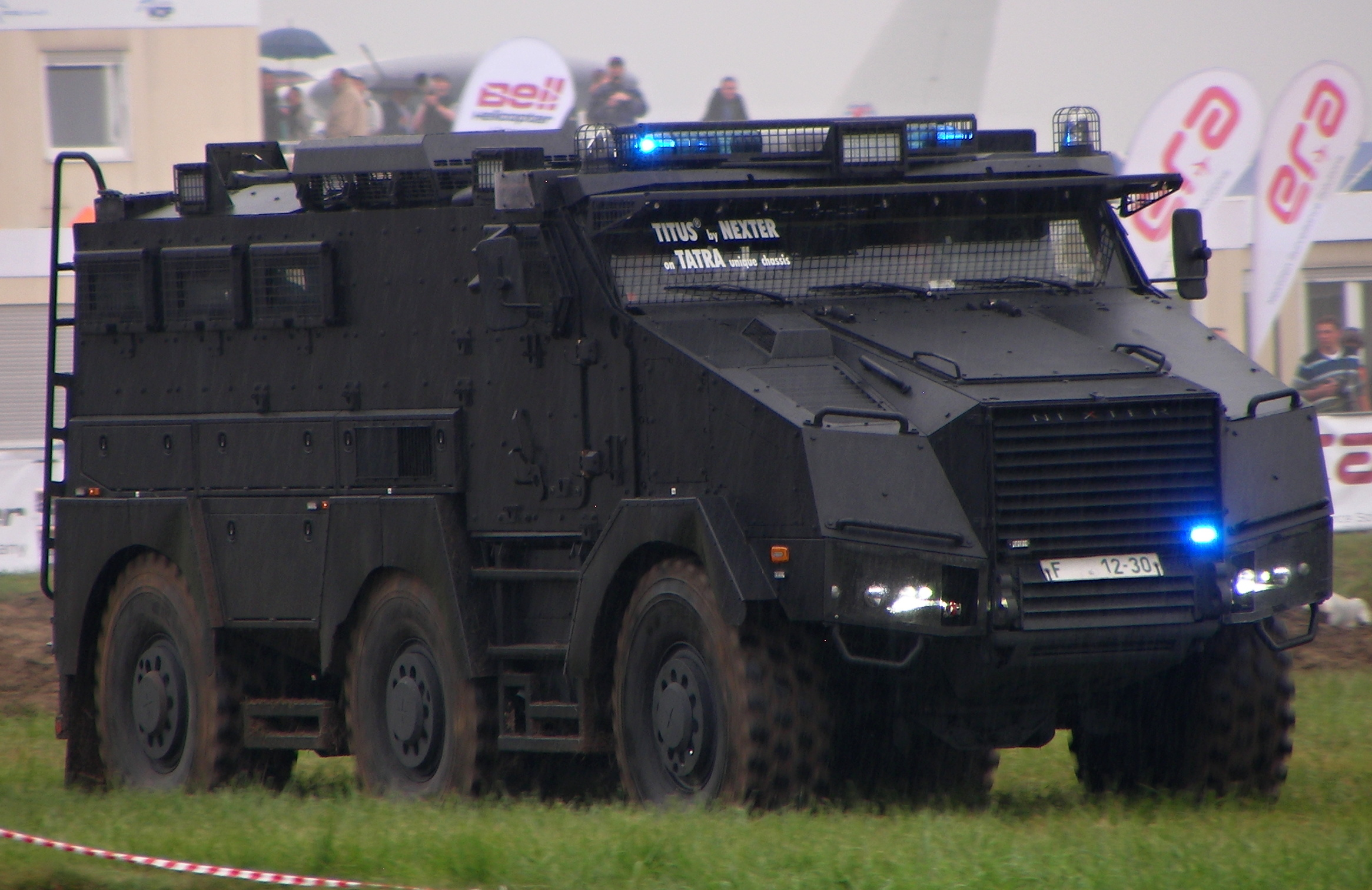
Nexter Titus.

L'entreprise conçoit et produit des véhicules tout-terrain protégés pour les armées françaises et étrangères :
- l'AMX-10 P et ses dérivés (retirés du service dans l'armée française dans les années 2010)
- le VBCI (Les 630 véhicules neufs pour l'armée de terre sont livrés entre 2008 et 2015, il s'agit aujourd'hui du passage à 32 tonnes d'une partie des véhicules et à la transformation de tous les engins afin de les amener au même niveau de configuration).
- l'Aravis, véhicule présenté au salon Eurosatory 2008
- le Titus, un véhicule 6 × 6 présenté en 2013[71].
- le VBMR Griffon en cours de livraison depuis 2019.
- le VBMR-L Serval adopté par l'armée française

##### Chars de combat et véhicules de cavalerie
- l'AMX 13
- l'AMX-30 et ses dérivés

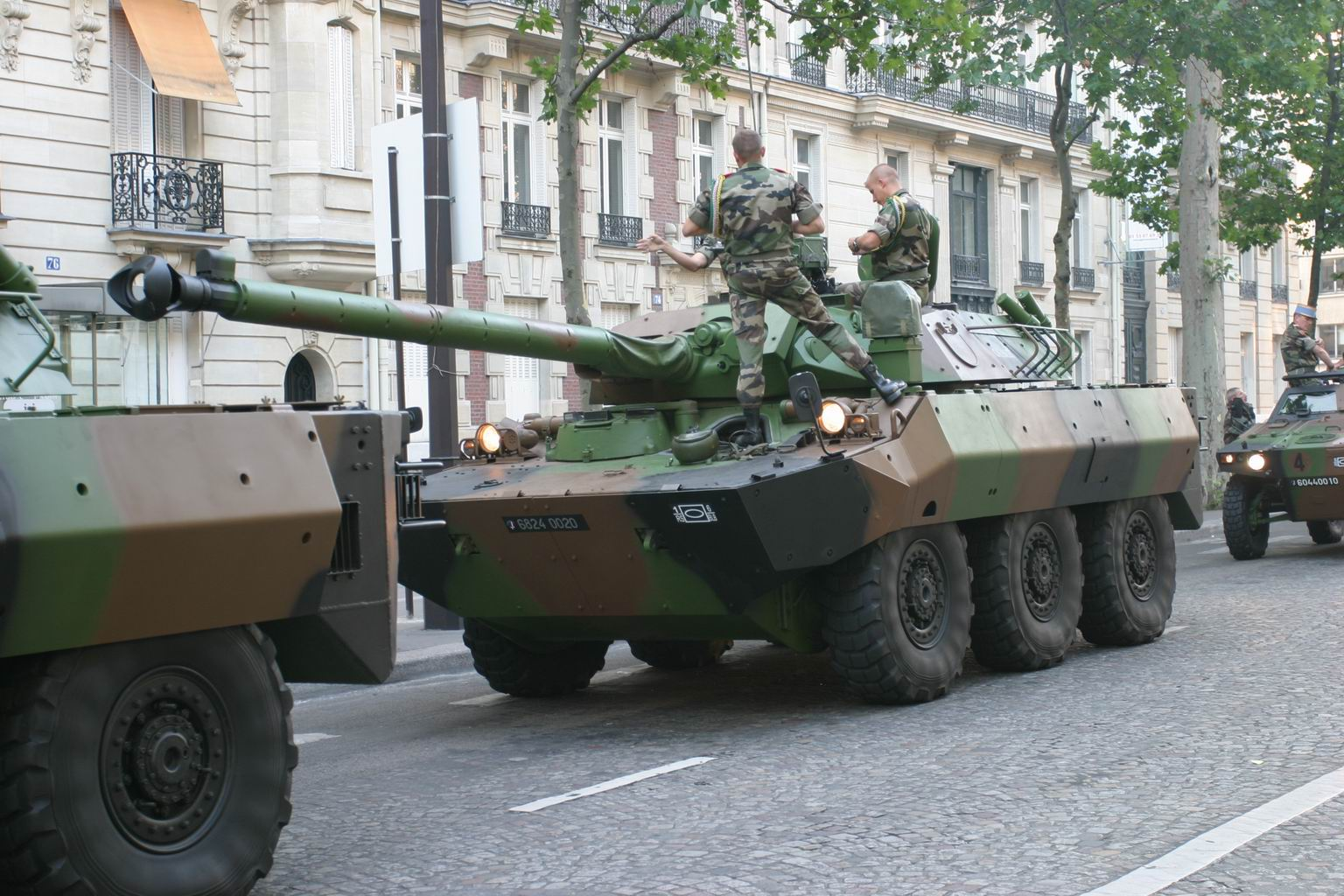
L'AMX-10 RC.

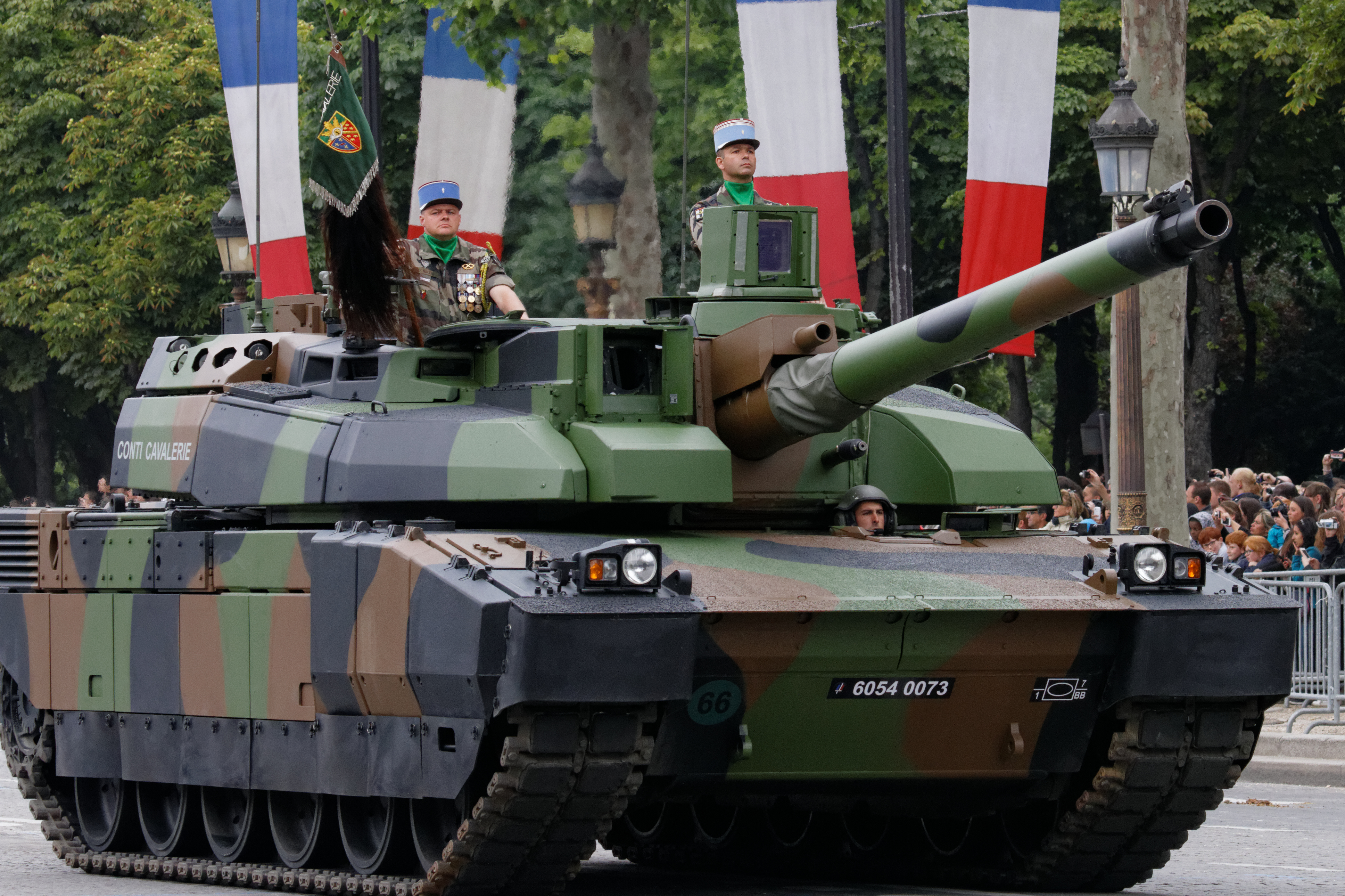
Le char Leclerc lors de la célébration du 14 Juillet en 2014.

- l'AMX-10 RC : programme de modernisation achevé
- le Char Leclerc
- l'Engin blindé de reconnaissance et de combat Jaguar[72], équipé d'une tourelle intégrant le canon de 40 CTAS, tourelle habitée à deux membres d'équipage.

##### Systèmes d'artillerie
- l'artillerie de campagne de 155 mm : le canon tracté 155 TRF1, l'automoteur chenillé AMX AuF1 / GCT, l'automouvant sur châssis de camion Caesar en version 6x6 et 8x8
- le canon CN120-26 de 120 mm pour char d'assaut
- le canon léger 105 LG1

##### Systèmes de moyen calibre
Les activités de Nexter comprennent également la production d'affûts et de tourelleaux moyen calibre pour des porteurs terrestres, marins ou aériens :
- les canons DEFA 30 mm et Nexter 30 des avions Rafale et Mirage 2000, des hélicoptères Tigre et Comanche, un programme américain annulé
- des montages de moyen calibre navals manuels ou téléopérés : M621, Narwhal
- la tourelle téléopérée ARX20

##### Soutien, génie
- le char de Dépannage DNG/DCL
- l'AMX-30 B2 DT (Démineur téléopéré)
- le SPDMAC (Système de déminage pyrotechnique antichar) monté sur le châssis de char AMX-30 EBG (Engin blindé du génie)
- les systèmes de déminage DEMETER et DEDALE.

##### Armement individuel
Ces armes équipent ou ont équipé les groupes de combat d'infanterie, leur production est désormais arrêtée :
- le fusil d'assaut FAMAS G2, également dans le cadre du programme Félin
- les fusils de précision FR-F1 et FR-F2
- le lance-roquettes LRAC F1
- le lance-roquettes antichar ApilasLe canon CAESAR sur camion 6x6

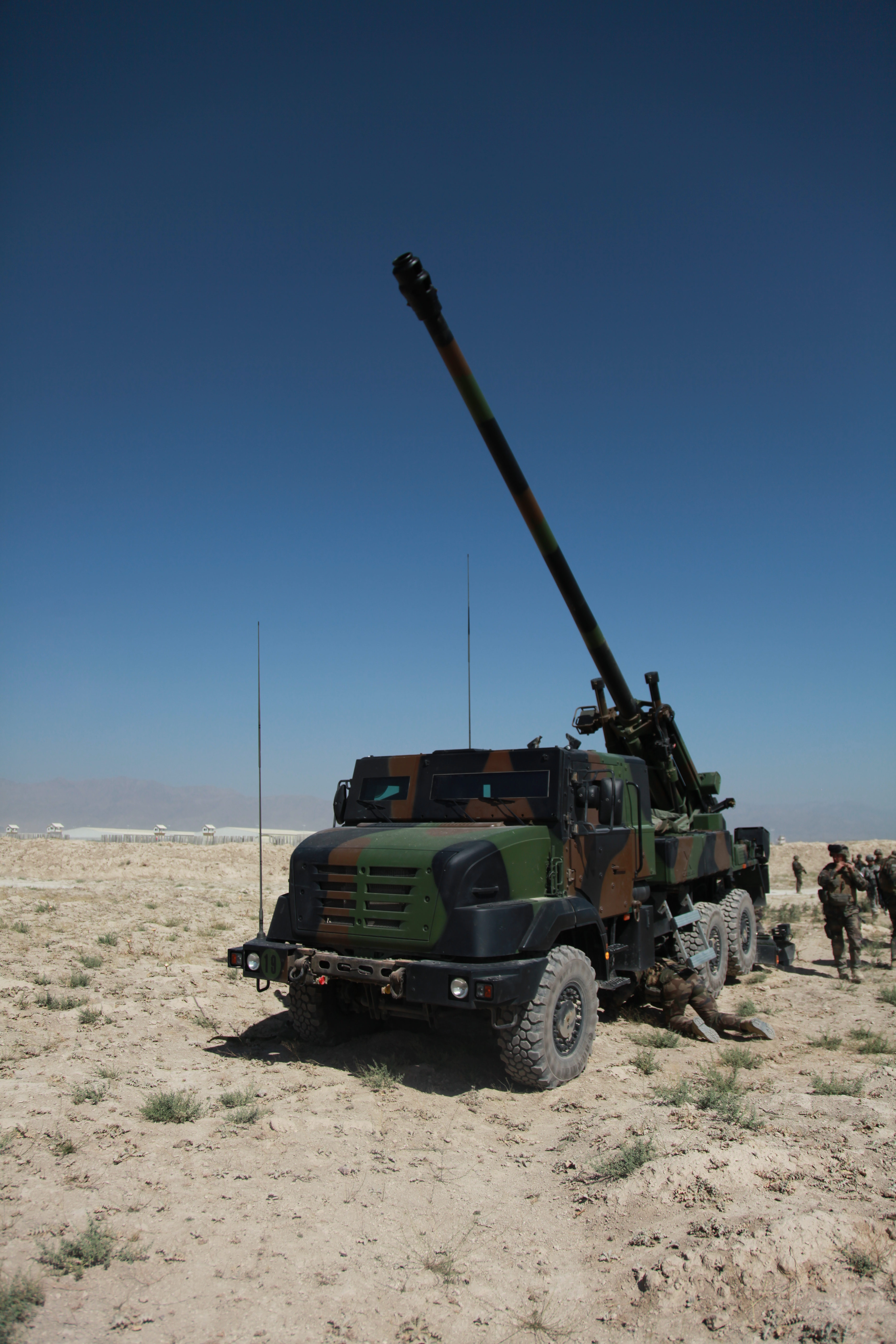
Le canon CAESAR sur camion 6x6

#### Nexter Robotics

##### Micros Robots Terrestres ou Mini-UGV (Unmanned ground vehicle) de la famille NERVA
- Robot NERVA S - 3 kg
- Robot Nerva LG - 5 kg - pouvant intégrer plus de 20 charges utiles pour la détection, le déminage ou l'observation[73]
- Robot NERVA-XX (co-développé avec l'entreprise EXAIL) - 19kg - dédié pour les interventions dans le cadre de missions de déminage ou de levée de doute

Robots Tactiques Polyvalents lourds (RTP) ou Heavy Multi-Mission Tactical Robots
- ULTRO-600 - 800 kg
- OPTIO-X20 - 1,7 t
- PHOBOS - 3 t

#### Nexter Training
- GVT (Solution de simulation 3D)

#### CTA International

##### Artillerie
- le canon automatique 40 CTAS[74], conçu à partir de 1994 pour utiliser des munitions télescopées d’un calibre de 40 mm[27]

### Pôle équipements

#### Optsys

##### Équipements électroniques et optroniques
- des systèmes d'information terminaux
- des systèmes de simulation (filiale Nexter Training)
- des équipements d'optique (filiale OPTSYS)

#### NBC-Sys
- des produits de protection NRBC (Nucléaire, Radiologique, Biologique, Chimique)

#### Nexter Mechanics
- équipements mécaniques et hydrauliques, systèmes de gonflage automatiquesNexter mechanics

Nexter mechanics

#### Nexter Electronics
- Cette filiale d'une centaine de personnes, située à Toulouse, conçoit et réalise des équipements électroniques embarqués pour les environnements à fortes contraintes environnementales et sécuritaires : défense, aéronautique ferroviaire.
- Elle est spécialisée dans les applications suivantes : les calculateurs à forte contrainte temps réel, la gestion et la distribution de l'énergie embarquée, la protection électronique des lignes de puissance (SSPC), les convertisseurs statiques d'énergie (CVS) en DC/DC, AC/DC et DC/AC de quelques watts à plusieurs dizaines de kW.

#### Euro-Shelter
L'entreprise fabrique des abris mobiles pour l'armée, aussi appelés « shelters ». Sa filiale d'une trentaine de salariés, basée à Rennes, est cédée en 2019 au carrossier français Toutenkamion.

### Pôle munitions

#### Nexter Munitions

Nexter munitions

Nexter Munitions est présent sur trois sites : Bourges (bureaux d'études principaux), La Chapelle-Saint-Ursin (près de Bourges, à l'origine Luchaire SA, site principal de fabrication) et Tarbes (étude et fabrication de composants pyrotechniques).
Nexter Munitions fabrique ou a fabriqué divers armes et équipements pour les armées françaises et étrangères, notamment :
- des munitions conventionnelles (grenades, moyen calibre, munitions de char, munitions d'artillerie)[78],[79].
- des munitions télescopées d’un calibre de 40 mm[27].
- des munitions intelligentes (obus BONUS, Spacido).
- des composants pyrotechniques (têtes de torpilles entre autres).

##### Munitions téléopérées (gamme MATARIS)
KNDS France, au travers de Nexter Robotics, développe une gamme de munitions téléopérées. Les modèles sont désignés de la sorte : M pour MATARIS, V pour voilure fixe, X pour quadricoptère, T pour l’architecture à rotor contrarotatif, chiffre de la portée maximale.
- MV-25, conçue avec Delair, anciennement appelée « OSKAR », elle remporte l'un des appels d'offres COLIBRI[80] de la DGA lancé à l'été 2024 pour la fourniture de munitions de courte portée [MTO CP] développée et produite en France ; voilure fixe - 25 km - déployable à bout de bras).
- MX-10, conçue avec Delair, anciennement appelée « MTO CP » (quadrirotor - 10 km - 40 minutes - 3 kg). Elle remporte un autre appel d'offreq COLIBRI de la DGA (décollage vertical). En mai 2025, KNDS affirme qu'elle est en service dans l'armée française[81].
- MV-100, conçue avec EOS Technologie (d)  et TRAAK (pour l'appel d'offres LARINAE[80] de la DGA : voilure fixe - 100 km - 15 kg - 400 km/h - charge génératrice de noyau anti-blindé de 2,5 kg). Version à réaction du Veloce 330, en cours de développement (2025).
- MT-10, anciennement appelée «  IXOS  » (pour l'appel d'offres COLIBRI de la DGA ; tube à lancement pneumatique - rotor contrarotatif - 10 km)[82],[83].
- Veloce 330, drone modulaire (différentes motorisations et formules aérodynamiques) conçu avec EOS Technologie et TRAAK (80  à   600 km de portée).

#### Simmel Difesa
- Munitions navales

#### Mecar
- Munitions d'artillerie gros calibre

## Activité de lobbying

### Auprès des institutions de l'Union européenne
Nexter est inscrit depuis 2018 au registre de transparence des représentants d'intérêts auprès de la Commission européenne, et déclare en 2018 pour cette activité des dépenses annuelles d'un montant compris entre 50 000 et 100 000 euros.

### En France
Nexter déclare à la Haute Autorité pour la transparence de la vie publique exercer des activités de lobbying en France pour un montant qui n'excède pas 25 000 euros sur l'année 2018.

## Utilisation d'armes produites par Nexter dans la guerre au Yémen
En 2019, le député Sébastien Nadot dénonce le rôle de la France dans le conflit au Yémen avant la publication par le média Disclose de documents classés « secret défense », lesquels révèlent que des armes françaises peuvent être utilisées par l'Arabie saoudite dans la guerre au Yémen, parmi lesquelles le canon CAESAR,,.